# 环纹细额蚤
环纹细额蚤（学名：Oxyurella singalensis）为盘肠蚤科细额蚤属的动物。分布于亚洲南部、非洲以及中国大陆的广东、云南等地，属于嗜暖种。其多见于湖泊沿岸区和池塘等小型水域中。